# Punt final (valoració química)
Una valoració és un mètode quantitatiu d'anàlisi química que permet determinar la concentració d'una substància (reactiu valorat o analit) afegint un volum d'una segona substància (agent valorant) de concentració coneguda i que reacciona amb la primera.
El punt final de valoració és el punt en què s'atura la valoració, per exemple, després del viratge de color de l'indicador. Aquest canvi produït en la dissolució permet establir experimentalment el punt final de la valoració.
El punt final ha de coincidir el més exactament possible amb el punt d'equivalència. La diferència entre els dos punts constitueix l'error de valoració, que és propi del mètode (indicador emprat, ús de reactius impurs, etc.), i no hem de confondre amb els errors accidentals deguts a manipulacions o mesures de volum defectuoses.

## Mesura del punt final d'una titulació o valoració
Hi ha diferents mètodes per determinar el punt final:
- Indicadors: Són substàncies que canvien de color en resposta a un canvi químic.

1. Indicador de pH o indicador àcid-base: Un indicador àcid-base (com la fenolftaleïna) canvia de color depenent del pH del medi
2. Indicador Redox. Una gota de dissolució d'indicador és afegida al principi de la titulació o valoració; quan el color canvia, s'ha arribat al punt final.

- Potenciòmetre: Són instruments que mesuren el potencial d'elèctrode de la dissolució. S'usen per a valoracions redox; el potencial de l'elèctrode de treball canviarà bruscament en el punt final.

- Mesurador de pH o pH-metres: Són potenciòmetres que usen un elèctrode el potencial depèn de la quantitat d'ió H + present en la dissolució. És un exemple d'un elèctrode d'ió selectiu que permet mesurar el pH de la dissolució al llarg de la valoració. En el punt final, canviarà bruscament el pH mesurat. Pot ser un mètode més precís que l'ús d'indicadors, i és fàcil d'automatitzar.

- Conductància: La conductivitat d'una dissolució depèn dels ions presents. Durant moltes titulacions, la conductivitat canvia de manera significativa. Per exemple, durant una valoració àcid-base, els ions H + i OH- formant aigua neutra, H2O. Això canvia la conductivitat de la dissolució. La conductància total de la dissolució depèn també dels altres ions presents en la dissolució (com els contraions). No tots ells contribueixen d'igual manera a la conductivitat que també dependrà de la mobilitat de cada ió i de la concentració total d'ions (força iònica). Després, predir el canvi en la conductivitat és més difícil que mesurar-la.

- Canvi de color: En algunes reaccions, la dissolució canvia de color sense presència d'indicador. És freqüent en valoracions redox, per exemple, quan els diferents estats d'oxidació de productes i reactius posseeixen diferents colors. Precipitació: Si es forma un sòlid en la reacció, i després precipita. Un exemple és la reacció entre Ag + i Cl- que forma una sal molt insoluble, AgCl. Això dificulta determinar amb precisió el punt final. Per això, de vegades es prefereix fer una titulació inversa.

- Una valoració calorimètrica o titulació isotèrmica fa servir la calor produïda o consumit en la reacció per determinar el punt final. És un mètode important en bioquímica, com en la determinació de quina substrats s'enllacen als enzims. Titulació termomètrica: és una tècnica molt versàtil. Es diferencia de l'anterior pel fet que no es determina un augment o caiguda de temperatura com a indicatiu del punt final, sinó que es mesura la velocitat de canvi de la temperatura.

- Espectroscòpia: Pot usar-se per mesurar l'absorció de llum per la dissolució durant la valoració, i si l'espectre del reactiu, substància patró o producte és conegut, podria mesurar-se la seva evolució amb quantitats bastant petites que permetrien conèixer el punt final.

- Amperometria o valoració amperomètrica: S'usa com a tècnica de detecció analitzant el corrent elèctric deguda a l'oxidació o reducció dels reactius o productes en un elèctrode de treball que dependrà de la concentració de les espècies en dissolució. El punt final es detecta per un canvi en el corrent. Aquest mètode és el més útil quan cal reduir un excés de la substància valorant (valoració per retrocés), com és el cas de la valoració de halurs amb Ag +.